# Вазия
Ва̀зия (на италиански и на лигурски: Vasia) е село и община в Северна Италия, провинция Империя, регион Лигурия. Разположено е на 385 m надморска височина. Населението на общината е 483 души (към 2011 г.).